# Braunes Wasser (Kalte Bode)
Das Braune Wasser ist ein rechter Nebenbach der Kalten Bode im sachsen-anhaltischen Landkreis Harz im Harz.
Sie entspringt südlich von Schierke, fließt nach Nordosten ab und mündet in Schierke in die Kalte Bode.